# S104 (Almere)
De s104 was een stadsroute in Almere; deze weg liep over de Tussenring. De weg viel over de gehele lengte samen met de niet-bewegwijzerde provinciale weg N703. Hoewel de s104 dwars door Almere liep, was de weg een buiten de bebouwde kom gelegen autoweg met een maximumsnelheid van 80 km/u.
De weg verbond de rijksweg A6 ter hoogte van afrit 6 via de Vrijheidsdreef (s103) met de Hogering (s101) en de Buitenring (s106). Hiermee vormde de s104 een dwarsverbinding tussen het noordelijke en het zuidelijke deel van de Ring Almere.
  ·   ·   ·   ·   · 